# Tremenico

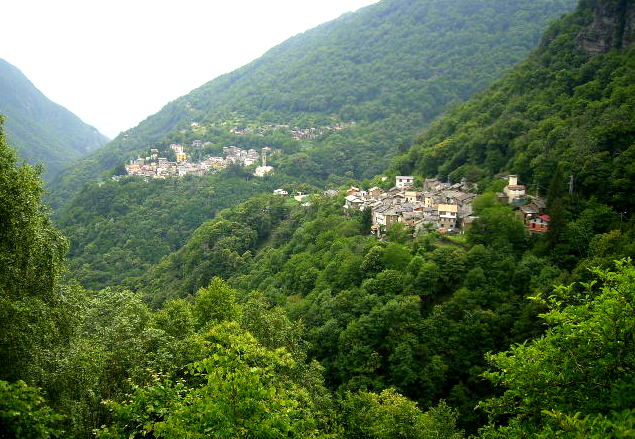
Tremenico und Avano

Tremenico ist eine Fraktion der Gemeinde Valvarrone in der Provinz Lecco in der italienischen Region Lombardei.  

## Geographie
Tremenico liegt ca. 25 km nördlich der Provinzhauptstadt Lecco und 70 km nördlich der Millionen-Metropole Mailand.
Die Nachbargemeinden waren Casargo, Colico, Dervio, Dorio, Introzzo, Pagnona und Vendrogno.

## Geschichte
Die Gemeinde Tremenico mit der Fraktion Aveno wurde am 1. Januar 2018 mit Introzzo und Vestreno zur neuen Gemeinde Valvarrone zusammengeschlossen.  Die Gemeinde Tremenico hatte zuletzt 161 Einwohner (Stand 31. Dezember 2016).